# Artur Pikk
Artur Pikk (* 5. März 1993 in Tartu) ist ein estnischer Fußballspieler.

## Karriere

### Verein
In der Jugend spielte Artur Pikk bei zahlreichen Vereinen. Sein erster Fußballverein war der FC Velldoris es folgten der FC Valga Warrior und FC Flora Rakvere. Vom Verein aus Rakvere wechselte Pikk 2009 zum FC Levadia Tallinn, wovon er zum FC HaServ Tartu verliehen wurde. Von 2011 bis 2012 beim JK Tammeka Tartu unter Vertrag kam er zu seinem Profidebüt in der Meistriliiga gegen Trans Narva. Im Trikot von Tammeka konnte er zugleich erstmals einen Treffer in der Meistriliiga erzielen, im Spiel gegen Nõmme Kalju im August 2011. Nach der U-19-Fußball-Europameisterschaft 2012 wechselte er zum FC Levadia Tallinn. Sein Debüt für Levadia gab er im Saisonspiel gegen den Aufsteiger Tallinna Kalev, welches 6:0 gewonnen wurde. Im Februar 2016 wechselte er nach Belarus zu BATE Baryssau. Anderthalb Jahre später schloss er sich dem ungarischen Verein MFK Ružomberok an und von 2018 bis 2020 spielte er für Miedź Legnica in Polen.

### Nationalmannschaft
Sein Debüt für Estland gab er in der U-17 im Januar 2009 gegen Lettland. Im Jahr 2010 kam er in der U-18-Auswahl zu einem Spiel gegen Finnland. Im gleichen Jahr feierte der Defensivspieler in der U-19 sein Debüt gegen Portugal, wobei Pikk in der Startelf stand und nach der Halbzeitpause durch Kevin Ingermann ersetzt wurde. Mit den Junioren dieser Altersklasse nahm er an der Europameisterschaft 2012 in seinem Heimatland teil, und kam dort in allen drei Gruppenspielen über die gesamte Spieldauer zum Einsatz. Für die U-21 bestritt er in zwei Jahren 14 Länderspiele. Seit 2014 spielt er für die A-Nationalmannschaft. In bisher 48 Einsätzen konnte der Abwehrspieler ein Tor erzielen.

## Erfolge
- Estnischer Meister: 2013, 2014
- Belarussischer Meister: 2016, 2017
- Lettischer Meister: 2021
- Estnischer Pokalsieger: 2012, 2014
- Lettischer Pokalsieger: 2021